# Dosage
Pour l’article homonyme, voir Dosage (homonymie).
En chimie analytique, le dosage est l'action qui consiste à déterminer la quantité de matière, la fraction, ou la concentration d'une substance précise (l'analyte) présente dans une autre ou dans un mélange (la matrice).

## Classification des méthodes de dosage
Il existe trois familles de dosages :
- méthodes physico-chimiques de dosage :
  - méthodes d'électroanalyse ;
  - méthodes chromatographiques ;

- méthodes physiques de dosage :
  - méthodes spectrophotométriques : détermination de la quantité d'analyte par mesure de l'absorbance de la lumière à une longueur d'onde donnée par celui-ci (dans l'UV, le visible ou l'IR) ;
  - méthodes de physique nucléaire : activation neutronique ;

- méthodes chimiques de dosage ou titrages : ces méthodes font intervenir une réaction chimique de l'analyte. L'analyte à titrer est mélangé avec une espèce chimique, dite réactif titrant introduite en quantité connue. La stœchiométrie de la réaction mise en jeu entre l'analyte et le réactif titrant doit être connue et unique.

## Exemples de méthodes de dosage

### Dosages gravimétriques
Un dosage gravimétrique consiste à déterminer la quantité d'analyte par pesée.
Dosages qui ne sont pas des titrages
- Dosage de l'eau par perte de poids à la dessiccation
- Dosage des cendres après calcination (dans ce cas ce qui est dosé n'est pas une espèce chimique, mais un mélange)
- Dosage par étalonnage :
  - par spectroscopie (UV, visible, IR, RMN principalement) ;
  - par conductimétrie.

Dosages qui sont des titrages
- Dosages par précipitation :
  - dosage du cuivre selon Rivot ;
  - dosage de l'argent sous forme de chlorure d'argent ;
  - dosage acido-basique (par pH-métrie ou colorimétrie) ;
  - dosage rédox (par potentiométrie ou par colorimétrie) ;
  - dosage complexométrique (par exemple avec l'EDTA).

Les dosages sont également catégorisés par la grandeur mesurée :
- le volume, pour les dosages par volumétrie ;
- la masse pour les gravimétries ;
- un potentiel pour les potentiométries ;
- une charge électrique pour les coulométries ;
- l'absorbance pour les dosages colorimétriques ;
- etc.

### Dosages titrimétriques
Un dosage titrimétrique consiste à consommer la totalité du réactif (le titrant) nécessaire à la transformation quantitative de la totalité du constituant à doser (l'analyte). Par exemple, dosage d'une solution d'acide chlorhydrique [H+ ; Cl−], de concentration inconnue, à l'aide d'une solution titrée (c'est-à-dire de composition connue) d'hydroxyde de sodium (appelé plus communément « soude caustique ») [Na+ ; HO−].
Certains dosages titrimétriques mettent en jeu l'analyte au moment de la détermination de l'équivalence. Ce sont les titrages directs. Dans d'autres, l'analyte a réagi dans une première réaction chimique et l'équivalence est déterminée avec une autre réaction chimique. Ce sont les titrages indirects (par exemple les dosages en retour).

#### Dosage en retour
Le dosage en retour est une méthode de détermination indirecte de la quantité de matière à doser. On fait réagir la substance à doser avec une quantité {\displaystyle {\rm {Q_{T}}}} connue et en excès de réactif titrant puis on neutralise l'excès de réactif titrant avec un autre réactif.
Connaissant la quantité totale {\displaystyle {\rm {Q_{T}}}} de réactif titrant et la quantité {\displaystyle {\rm {Q_{2}}}} qui a été neutralisée par le deuxième réactif, on en déduit par simple soustraction la quantité {\displaystyle {\rm {Q_{1}}}} qui a servi à neutraliser la matière à doser et par conséquent la quantité de matière à doser.
Par exemple, lorsqu'on veut déterminer l'indice de saponification Is d'un corps gras, on fait réagir cette matière avec une base forte qui est généralement l'hydroxyde de potassium (aussi appelé « potasse caustique »). Cette réaction est assez lente et doit être réalisée à chaud. Aussi préfère-t-on mettre un excès de potasse dans la solution, laisser agir les deux matières pendant une heure au moins pour que la réaction soit complète. On détermine ensuite, grâce à une solution titrée d'acide chlorhydrique, la masse de potasse qui n'avait pas réagi avec le corps gras. La masse de potasse qui a réagi avec le corps gras est calculée, ce qui donne Is.
Cette technique est précieuse quand la réaction entre l'analyte et le titrant n'est pas instantanée. C'est le cas de la saponification précédente. Il faut que la réaction en retour, elle, soit rapide.

### Dosages électrochimiques

#### Montage à deux électrodes dont une référence
On mesure le potentiel d'une électrode de mesure par rapport à une électrode de référence.
Exemples de référence :
- électrode au calomel saturée ; les potentiels repérés à partir de cette électrode sont notés en volts ECS ;
- électrode standard à hydrogène, les potentiels repérés à partir de cette électrode sont notés en volts ESH ;
- tout couple rédox dont le potentiel est stable dans les conditions d'utilisation peut servir d'électrode de référence ; une telle électrode doit cependant être reliée à la solution étudiée par un pont ionique.

Exemples d'électrode de mesure :
- platine pour les dosages d'oxydoréduction ;
- les métaux pour doser leurs ions métalliques (électrode en argent pour doser les ions argent) ;
- électrode de verre pour les dosages acido-basiques.

#### Montage à trois électrodes
On utilise pour ce montage :
- une électrode de travail (électrode tournante ; celle que l'on veut étudier) ;
- une électrode de référence : généralement, on utilise celle au calomel (ECS) car l'électrode à hydrogène (ESH) est peu commode à mettre en œuvre.

Remarque : E(ECS/ESH) = +0,245 V ;
- une électrode auxiliaire : souvent on utilise l’électrode de platine ou en carbone, éventuellement une électrode en inox. L'important est qu'elle ne soit pas attaquée dans le milieu d'utilisation.

Le montage à trois électrodes permet de tracer la courbe de l'intensité en fonction du potentiel : i = f(E). Pour cela, on utilise expérimentalement un voltammogramme en réglant la vitesse de rotation dans le cas d'une électrode tournante (en tr/min), le potentiel initial (exprimé en mV) et le potentiel final (en mV). La hauteur de la vague de la courbe i = f(E) est proportionnelle à la concentration de l'espèce chimique réduite (dans la plupart des cas, ce sont des réductions qui sont effectuées).

### Autres techniques
- Détection couplée à un chromatographe en phase gazeuse ; la grandeur mesurée est alors l'intégration du signal donnée par le dispositif de détection en sortie de colonne ; ces techniques nécessitent un étalonnage préalable :
  - catharomètre (détecteur par conductibilité thermique) : mesure de la variation de la conductibilité thermique du gaz vecteur ;
  - FID : détecteur à ionisation de flamme. Après séparation par la colonne de chromatographie, les substances arrivent une à une dans une flamme d'hydrogène/oxygène (air). En brûlant, elles sont transformées en ions qui, en passant entre deux électrodes polarisées, créent un courant électrique. La mesure de ce dernier permet de doser les substances ;
  - ECD : détecteur à capture d'électrons. Après séparation par la colonne de chromatographie, les substances arrivent une à une dans le détecteur où se trouve une source ionisante (rayons β). Les ions formés sont capturés par des électrodes et le courant ainsi formé est mesuré.